# Supercopa de España de Fútbol 2008
La Supercopa de España 2008 fue la XXV edición del torneo, correspondiente a la temporada 2008-09. Se disputó a doble partido en España el 17 y el 24 de agosto. Enfrentó al campeón de Liga 2007-08, el Real Madrid, y al campeón de Copa 2007-08, el Valencia. El Real Madrid se proclamó supercampeón de España, al vencer en el partido de vuelta por 4–2 al Valencia, remontando así el 3–2 de la ida.
| Bandera de la Comunidad Valenciana | 5 - 6 | Bandera de la Comunidad de Madrid |
| Valencia C. F. 3 2                 | 5 - 6 | Real Madrid C. F. 2 4             |
| ---------------------------------- | ----- | --------------------------------- |

## Partidos
| Real Madrid C. F. |  | Bandera de la Comunidad de Madrid  |  | Campeón de la Primera División de España (2007-08) |
| Valencia C. F.    |  | Bandera de la Comunidad Valenciana |  | Campeón de la Copa del Rey de fútbol (2007-08)     |

### Ida
| 1          | POR        | Timo Hildebrand  |     |
| 23         | DEF        | Miguel           |     |
| 4          | DEF        | Raúl Albiol      |     |
| 20         | DEF        | Alexis Ruano     |     |
| 24         | DEF        | Emiliano Moretti |     |
| 8          | MED        | Rubén Baraja     | 74' |
| 6          | MED        | David Albelda    |     |
| 17         | MED        | Joaquín          | 64' |
| 21         | MED        | David Silva      |     |
| 16         | DEL        | Juan Mata        | 71' |
| 7          | DEL        | David Villa      |     |
| Entrenador | Entrenador | Unai Emery       |     |

| 1          | POR        | Iker Casillas        |     |
| 2          | DEF        | Míchel Salgado       | 63' |
| 24         | DEF        | Javi García          |     |
| 16         | DEF        | Gabriel Heinze       |     |
| 22         | DEF        | Miguel Torres        |     |
| 6          | MED        | Mahamadou Diarra     |     |
| 18         | MED        | Rubén de la Red      |     |
| 19         | MED        | Rafael van der Vaart |     |
| 10         | MED        | Robinho              | 63' |
| 7          | DEL        | Raúl González        | 74' |
| 17         | DEL        | Ruud van Nistelrooy  |     |
| Entrenador | Entrenador | Bernd Schuster       |     |

| 11 | MED | Pablo Hernández  | 64' |
| 14 | MED | Vicente          | 71' |
| 12 | MED | Manuel Fernandes | 74' |

| 11 | MED | Arjen Robben | 63' |
| 4  | DEF | Sergio Ramos | 63' |
| 14 | DEL | Guti         | 74' |

|  | 55' | Juan Mata   | 1-1 |
|  | 58' | David Villa | 2-1 |
|  | 80' | Vicente     | 3-2 |

|  | 13' | Ruud van Nistelrooy | 0-1 |  |
|  | 67' | Ruud van Nistelrooy | 2-2 |  |

| Amonestado | 23' | David Villa   |  |
| Amonestado | 41' | David Albelda |  |

| Amonestado | 51' | Javi García |  |

| Árbitro:             | Luis Medina Cantalejo        |
| Árbitros asistentes: | Jesús Calvo Guadamuro        |
| Árbitros asistentes: | Luis Alberto Gutiérrez Pérez |
| Cuarto árbitro       | Domingo Palomino Núñez       |

| 1          | POR        | Timo Hildebrand  |     |
| 23         | DEF        | Miguel           |     |
| 4          | DEF        | Raúl Albiol      |     |
| 20         | DEF        | Alexis Ruano     |     |
| 24         | DEF        | Emiliano Moretti |     |
| 8          | MED        | Rubén Baraja     | 74' |
| 6          | MED        | David Albelda    |     |
| 17         | MED        | Joaquín          | 64' |
| 21         | MED        | David Silva      |     |
| 16         | DEL        | Juan Mata        | 71' |
| 7          | DEL        | David Villa      |     |
| Entrenador | Entrenador | Unai Emery       |     |

| 1          | POR        | Iker Casillas        |     |
| 2          | DEF        | Míchel Salgado       | 63' |
| 24         | DEF        | Javi García          |     |
| 16         | DEF        | Gabriel Heinze       |     |
| 22         | DEF        | Miguel Torres        |     |
| 6          | MED        | Mahamadou Diarra     |     |
| 18         | MED        | Rubén de la Red      |     |
| 19         | MED        | Rafael van der Vaart |     |
| 10         | MED        | Robinho              | 63' |
| 7          | DEL        | Raúl González        | 74' |
| 17         | DEL        | Ruud van Nistelrooy  |     |
| Entrenador | Entrenador | Bernd Schuster       |     |

| 11 | MED | Pablo Hernández  | 64' |
| 14 | MED | Vicente          | 71' |
| 12 | MED | Manuel Fernandes | 74' |

| 11 | MED | Arjen Robben | 63' |
| 4  | DEF | Sergio Ramos | 63' |
| 14 | DEL | Guti         | 74' |

|  | 55' | Juan Mata   | 1-1 |
|  | 58' | David Villa | 2-1 |
|  | 80' | Vicente     | 3-2 |

|  | 13' | Ruud van Nistelrooy | 0-1 |  |
|  | 67' | Ruud van Nistelrooy | 2-2 |  |

| Amonestado | 23' | David Villa   |  |
| Amonestado | 41' | David Albelda |  |

| Amonestado | 51' | Javi García |  |

| Árbitro:             | Luis Medina Cantalejo        |
| Árbitros asistentes: | Jesús Calvo Guadamuro        |
| Árbitros asistentes: | Luis Alberto Gutiérrez Pérez |
| Cuarto árbitro       | Domingo Palomino Núñez       |

### Vuelta
| 1          | POR        | Iker Casillas        |     |
| 4          | DEF        | Sergio Ramos         |     |
| 3          | DEF        | Pepe                 |     |
| 16         | DEF        | Gabriel Heinze       |     |
| 22         | DEF        | Miguel Torres        | 63' |
| 6          | MED        | Mahamadou Diarra     |     |
| 14         | MED        | Guti                 | 78' |
| 19         | MED        | Rafael van der Vaart |     |
| 11         | MED        | Arjen Robben         |     |
| 7          | DEL        | Raúl González        | 80' |
| 17         | DEL        | Ruud van Nistelrooy  |     |
| Entrenador | Entrenador | Bernd Schuster       |     |

| 1          | POR        | Timo Hildebrand  |     |
| 23         | DEF        | Miguel           |     |
| 4          | DEF        | Raúl Albiol      | 81' |
| 20         | DEF        | Alexis Ruano     |     |
| 24         | DEF        | Emiliano Moretti |     |
| 8          | MED        | Rubén Baraja     |     |
| 6          | MED        | David Albelda    |     |
| 17         | MED        | Joaquín          | 67' |
| 21         | MED        | David Silva      |     |
| 16         | DEL        | Juan Mata        | 59' |
| 7          | DEL        | David Villa      |     |
| Entrenador | Entrenador | Unai Emery       |     |

| 15 | DEF | Royston Drenthe | 63' |
| 18 | MED | Rubén de la Red | 78' |
| 20 | DEL | Gonzalo Higuaín | 80' |

| 14 | MED | Vicente            | 59' |
| 11 | MED | Pablo Hernández    | 67' |
| 9  | DEL | Fernando Morientes | 81' |

| Penal | 49' | Ruud van Nistelrooy | 1-1 |
|       | 76' | Sergio Ramos        | 2-1 |
|       | 85' | Rubén de la Red     | 3-1 |
|       | 88' | Gonzalo Higuaín     | 4-1 |

|  | 32' | David Silva        | 0-1 |  |
|  | 89' | Fernando Morientes | 4-2 |  |

| Amonestado | 53' | Ruud van Nistelrooy |
| Amonestado | 72' | Gabriel Heinze      |

| Amonestado | 48' | Raúl Albiol  |
| Amonestado | 77' | Alexis Ruano |

|                                          | 39' | Rafael van der Vaart |
| Otorgado · Otorgado otra vez · Expulsado | 72' | Ruud van Nistelrooy  |

|  |

| Árbitro              | Eduardo Iturralde González     |
| Árbitros asistentes: | Roberto Díaz Pérez del Palomar |
| Árbitros asistentes: | Jon Núñez Fernández            |
| Cuarto árbitro       | Jesús Rodríguez Cayetano       |

| 1          | POR        | Iker Casillas        |     |
| 4          | DEF        | Sergio Ramos         |     |
| 3          | DEF        | Pepe                 |     |
| 16         | DEF        | Gabriel Heinze       |     |
| 22         | DEF        | Miguel Torres        | 63' |
| 6          | MED        | Mahamadou Diarra     |     |
| 14         | MED        | Guti                 | 78' |
| 19         | MED        | Rafael van der Vaart |     |
| 11         | MED        | Arjen Robben         |     |
| 7          | DEL        | Raúl González        | 80' |
| 17         | DEL        | Ruud van Nistelrooy  |     |
| Entrenador | Entrenador | Bernd Schuster       |     |

| 1          | POR        | Timo Hildebrand  |     |
| 23         | DEF        | Miguel           |     |
| 4          | DEF        | Raúl Albiol      | 81' |
| 20         | DEF        | Alexis Ruano     |     |
| 24         | DEF        | Emiliano Moretti |     |
| 8          | MED        | Rubén Baraja     |     |
| 6          | MED        | David Albelda    |     |
| 17         | MED        | Joaquín          | 67' |
| 21         | MED        | David Silva      |     |
| 16         | DEL        | Juan Mata        | 59' |
| 7          | DEL        | David Villa      |     |
| Entrenador | Entrenador | Unai Emery       |     |

| 15 | DEF | Royston Drenthe | 63' |
| 18 | MED | Rubén de la Red | 78' |
| 20 | DEL | Gonzalo Higuaín | 80' |

| 14 | MED | Vicente            | 59' |
| 11 | MED | Pablo Hernández    | 67' |
| 9  | DEL | Fernando Morientes | 81' |

| Penal | 49' | Ruud van Nistelrooy | 1-1 |
|       | 76' | Sergio Ramos        | 2-1 |
|       | 85' | Rubén de la Red     | 3-1 |
|       | 88' | Gonzalo Higuaín     | 4-1 |

|  | 32' | David Silva        | 0-1 |  |
|  | 89' | Fernando Morientes | 4-2 |  |

| Amonestado | 53' | Ruud van Nistelrooy |
| Amonestado | 72' | Gabriel Heinze      |

| Amonestado | 48' | Raúl Albiol  |
| Amonestado | 77' | Alexis Ruano |

|                                          | 39' | Rafael van der Vaart |
| Otorgado · Otorgado otra vez · Expulsado | 72' | Ruud van Nistelrooy  |

|  |

| Árbitro              | Eduardo Iturralde González     |
| Árbitros asistentes: | Roberto Díaz Pérez del Palomar |
| Árbitros asistentes: | Jon Núñez Fernández            |
| Cuarto árbitro       | Jesús Rodríguez Cayetano       |

| Campeón Supercopa de España 2008 |
| -------------------------------- |
| Real Madrid C. F. 8° Título      |

| Predecesor: Supercopa de España 2007 | Supercopa de España 2008 | Sucesor: Supercopa de España 2009 |